# Ryan Tveter
Ryan Tveter (ur. 20 maja 1994 w New Canaan) – amerykański kierowca wyścigowy.

## Życiorys

### Początki kariery
Tveter rozpoczął karierę w jednomiejscowych samochodach wyścigowych w 2011 roku od startów w Formule Tour 1600 oraz w klasie narodowej USF2000 National Championship. Podczas gdy w Formule Tour 1600 uzbierane 82 punkty dały mu 27 miejsce w klasyfikacji generalnej, w USF2000 National Championship nigdy nie punktował. Rok później dołączył do stawki Star Mazda Championship Presented by Goodyear z ekipą Team GDT. W ciągu trzynastu wyścigów uzbierał łącznie 91 punktów. Dało mu to 18 pozycję w klasyfikacji końcowej.

### Formuła Renault 2.0
Na sezon 2013 Amerykanin podpisał kontrakt z brytyjską ekipą Fortec Motorsport na starty w Północnoeuropejskim Pucharze Formuły Renault 2.0. Podczas rundy na Hungaroringu dołączył również do stawki Europejskim Pucharze Formuły Renault 2.0. Jedynie w edycji północnoeuropejskiej był klasyfikowany. Z dorobkiem 87 punktów uplasował się tam na szesnastej pozycji w klasyfikacji generalnej.
W sezonie 2014 Tveter rozpoczął współpracę z niemiecką ekipą Josef Kaufmann Racing w Europejskim Pucharze Formuły Renault 2.0 oraz w Północnoeuropejskim Pucharze Formuły Renault 2.0. W edycji europejskiej w ciągu dwunastu wyścigów, w których wystartował, zdobył jeden punkt. Dało mu to 23 miejsce w końcowej klasyfikacji kierowców. W serii północnoeuropejskiej raz stanął na podium. Z dorobkiem 150 punktów uplasował się na dziewiątej pozycji w klasyfikacji generalnej.

### Formuła 3
W roku 2015 awansował do Europejskiej Formuły 3, w której ścigał się w barwach brytyjskiej ekipy Jagonya Ayam with Carlin. Jedyne punkty uzyskał w drugim wyścigu na holenderskim torze Zandvoort, gdzie dojechał na dziewiątej lokacie. Dwa punkty sklasyfikowały go na 23. miejscu.
Amerykanin wystartował również w dwóch prestiżowych wyścigach - Masters of Formula 3 i Grand Prix Makau. W pierwszej z nich także reprezentował barwy Carlina. Ryan osiągał ciągła progresję wyników. W kwalifikacjach uzyskał jedenasty czas. W wyścigu kwalifikacyjnym awansował na dziewiątą lokatę. W starcie głównym był z kolei siódmy. W Makau nawiązał współpracę z innym brytyjskim teamem - West-Tec. Wyniki Tvetera były jednak zdecydowanie słabsze. Po zakwalifikowaniu się na siedemnastej pozycji, w kolejnych starach zmagania kończył przedwcześnie.

## Wyniki

### Podsumowanie
| Sezon | Seria                                          | Zespół                   | Wyścigi | Zwycięstwa | PP | NO | Podium | Punkty | Pozycja |
| ----- | ---------------------------------------------- | ------------------------ | ------- | ---------- | -- | -- | ------ | ------ | ------- |
| 2011  | Formula Tour 1600                              | Jensen Motorsports       | 3       | 0          | 0  | 0  | 0      | 82     | 27      |
| 2011  | USF2000 National Championship – klasa narodowa | Jensen Motorsports       | 2       | 0          | 0  | 0  | 0      | 0      | NS      |
| 2012  | Star Mazda Championship                        | Team GDT                 | 13      | 0          | 0  | 0  | 0      | 91     | 18      |
| 2013  | Północnoeuropejski Puchar Formuły Renault 2.0  | Fortec Competition       | 16      | 0          | 0  | 0  | 0      | 87     | 16      |
| 2013  | Europejski Puchar Formuły Renault 2.0          | Fortec Motorsports       | 4       | 0          | 0  | 0  | 0      | 0      | NS†     |
| 2014  | Europejski Puchar Formuły Renault 2.0          | Josef Kaufmann Racing    | 12      | 0          | 0  | 0  | 0      | 1      | 23      |
| 2014  | Północnoeuropejski Puchar Formuły Renault 2.0  | Josef Kaufmann Racing    | 15      | 0          | 0  | 0  | 1      | 150    | 9       |
| 2014  | Toyota Racing Series                           | Giles Motorsport         | 15      | 0          | 0  | 0  | 2      | 344    | 17      |
| 2015  | Europejska Formuła 3                           | Jagonya Ayam with Carlin | 33      | 0          | 0  | 0  | 0      | 2      | 23      |
| 2015  | Masters of Formula 3                           | Jagonya Ayam with Carlin | 2       | 0          | 0  | 0  | 0      | N/A    | 7       |
| 2015  | Grand Prix Makau                               | Team West-Tec            | 1       | 0          | 0  | 0  | 0      | N/A    | NS      |
| 2016  | Europejska Formuła 3                           | Carlin                   | 18      | 0          | 0  | 0  | 0      | 26     | 17      |

† – Tveter nie był zaliczany do klasyfikacji generalnej.